# Leptonema vitum
Leptonema vitum är en nattsländeart som beskrevs av Flint, Mcalpine och Ross 1987. Leptonema vitum ingår i släktet Leptonema och familjen ryssjenattsländor. Inga underarter finns listade i Catalogue of Life.